# Ali Hassan Mwinyi
Ali Hassan Mwinyi (8. maj 1925 - 29. februar 2024) var en tanzaniansk politiker som sad som anden præsident.
Han sad som præsident i Tanzania fra 1985-1995.